# Грабув-над-Пилицею
Грабув-над-Пилицею (пол. Grabów nad Pilicą) — село в Польщі, у гміні Грабув-над-Пилицею Козеницького повіту Мазовецького воєводства.
Населення — 669 осіб (2011).
У 1975—1998 роках село належало до Радомського воєводства.

## Демографія
Демографічна структура станом на 31 березня 2011 року:
|          | Загалом | Допрацездатний вік | Працездатний вік | Постпрацездатний вік |
| -------- | ------- | ------------------ | ---------------- | -------------------- |
| Чоловіки | 350     | 79                 | 238              | 33                   |
| Жінки    | 319     | 74                 | 186              | 59                   |
| Разом    | 669     | 153                | 424              | 92                   |